# Vallée-du-Ntem
La Vallée-du-Ntem est un département du Cameroun situé dans la région du Sud. Son chef-lieu est Ambam.

## Administration
Le département est découpé en 4 arrondissements et/ou communes :
| COG    | Communes | Chef-lieu | Superficie (km²) | Population |
| ------ | -------- | --------- | ---------------- | ---------- |
| SU0401 | Ambam    | Ambam     | 2 452            | 42 749     |
| SU0402 | Ma'an    | Ma'an     | 3 987            | 12 448     |
| SU0403 | Olamze   | Olamze    | 477              | 8 528      |
| SU0404 | Kyé-Ossi | Kyé-Ossi  | 268              | 17 117     |

## Préfet
```
Bouba Haman (depuis le 
7 octobre 2019
)
```